# Kyanid měďný
Kyanid měďný je anorganická sloučenina se vzorcem CuCN. Používá se jako katalyzátor, při pokovování mědi, a při přípravě nitrilů.

## Struktura
Kyanid měďný má polymerní strukturu. Vyskytuje se ve dvou polymorfních formách, které obě obsahují řetězce -[Cu-CN]- tvořené Cu centry propojené kyanidovými ligandy. Vysokoteplotní polymorf má strukturu podobnou kyanidu stříbrnému, lineární řetězec zaujímá tvar šestiúhelníku a sousední řetězce jsou posunuty o +/- 1/3 c. U nízkoteplotního polymorfu řetězec není lineární a tvoří rozvlněné vrstvy, které se na sebe skládají, pootočené o 49°.

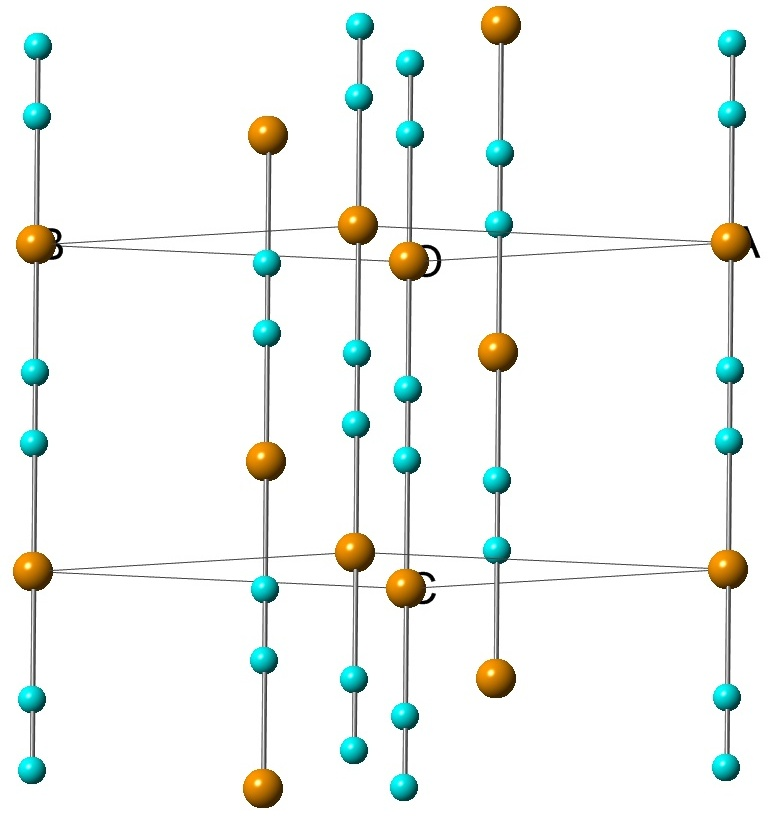
Struktura vysokoteplotního polymorfu kyanidu měďného s řetězci rotujícíni kolem osy c; oranžová = měď, modrá = kyanidové ionty
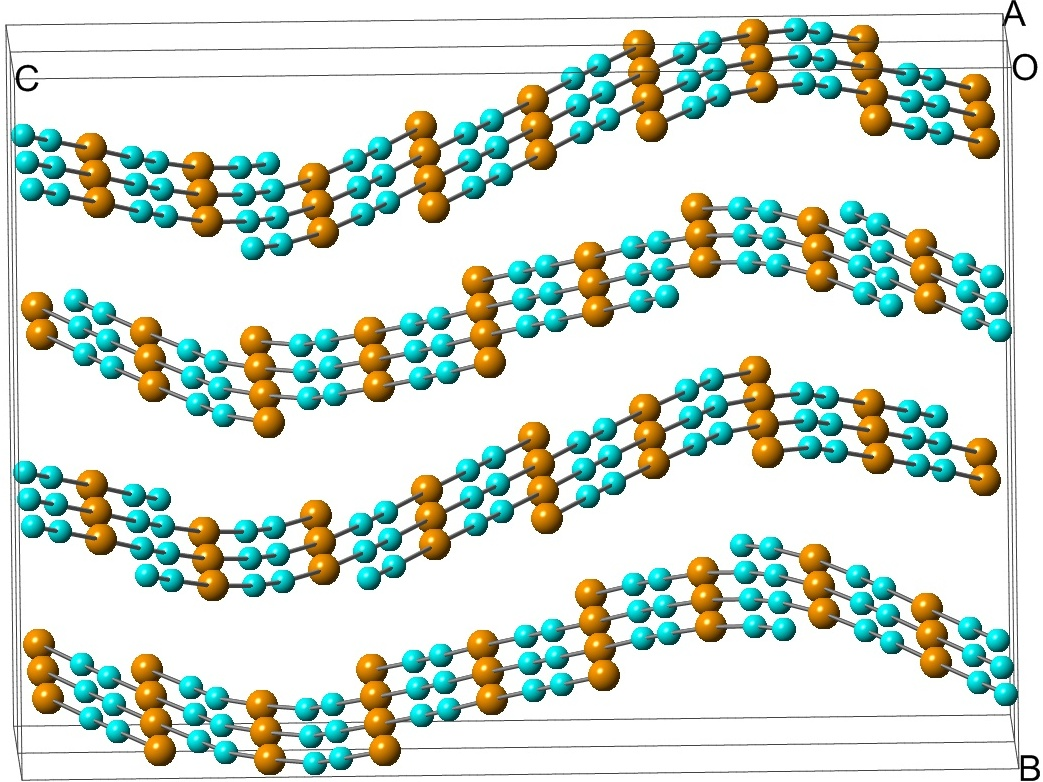
Struktura nízkoteplotního polymorfu kyanidu měďného; oranžová = měď, modrá = kyanidové ionty

Nízkoteplotní polymorf lze přeměnit na vysokoteplotní zahřátím na 563 K (290 °C) v inertní atmosféře. U obou polymorfů mají vazby Cu-C délku 185 pm.

## Příprava
Kyanid měďný lze zakoupit jako nízkoteplotní polymorf. Připravuje se redukcí síranu měďnatého hydrogensiřičitanem sodným za teploty 60 °C a následné reakce produktu s kyanidem sodným.
2 CuSO4 + NaHSO3 + H2O + 2 NaCN → 2 CuCN + 3 NaHSO4
Po přidání hydrogensiřičitanu sodného roztok síranu měďnatého změní barvu na zelenou a přidá se kyanid sodný. Reakce se provádí v mírně kyselém prostředí. V minulosti se kyanid měďný připravoval přímou reakcí síranu měďnatého s kyanidem sodným, kdy také vznikal dikyan:
2 CuSO4 + 4 NaCN → 2 CuCN + (CN)2 + 2 Na2SO4
Tvorba dikyanu při této reakci způsobovala nedostatečnou čistotu takto připraveného kyanidu, a proto se tento postup v průmyslu nepoužívá.
Podobným způsobem lze připravit jodid měďný, čímž se projevují vlastnosti kyanidového aniontu odpovídající pseudohalogenidům, a lze tak také vysvětlit, proč nebyl připraven kyanid měďnatý.

## Reakce
Kyanid měďný je ve vodě nerozpustný, avšak rozpouští se snadno v roztocích kyanidů za vzniku komplexů [Cu(CN)3]2− a [Cu(CN)4]3−, čímž se liší od kyanidu stříbrného a zlatného, které tvoří ionty [M(CN)2]−.

## Použití
Kyanid měďný se používá při pokovovávání mědi.

### Organická syntéza
CuCN reaguje s organolithnými sloučeninami za vzniku smíšených solí se vzorci Li[RCuCN] a Li2[R2CuCN]. Použitím CuCN došlo ke zjednodušení přípravy organoměďných činidel typu CuR a LiCuR2, nazývaných Gilmanova činidla.
Uvedené smíšené soli jsou zdroji karboaniontů, méně reaktivní než organolithné sloučeniny. Díky tomu je lze využít například v konjugovaných adicích.
Kyanid měďnatý může být také použit na přípravu stanylových a silylových sloučenin, používaných jako zdroje R3Sn− a R3Si−.
Kyanid měďný se používá na přeměnu arylhalogenidů na nitrily.